# Psallus fuscopunctatus
Psallus fuscopunctatus är en insektsart som beskrevs av Knight 1930. Psallus fuscopunctatus ingår i släktet Psallus och familjen ängsskinnbaggar. Inga underarter finns listade i Catalogue of Life.